# Cash Cab
Cash Cab è un game show ideato da Adam Wood. Dopo essere stato trasmesso per la prima volta nel Regno Unito è stato esportato in diversi Stati di quattro continenti.
Gli ignari concorrenti salendo sul taxi devono rispondere, durante la corsa, ad alcune domande, vincendo una somma di denaro prefissata per ogni risposta esatta data. I concorrenti possono ricorrere a due aiuti: telefonare a qualcuno con un telefono cellulare o fermare un passante. Il montepremi massimo varia a seconda dello Stato in cui il programma è trasmesso. Al terzo errore il concorrente è fuori dal gioco e anche dal taxi, ovunque si trovi.

## Versioni di Cash Cab
| Nazione/Regione | Nome                         | Presentatore/i                                              | Canale TV         | Anno di messa in onda       |
| --------------- | ---------------------------- | ----------------------------------------------------------- | ----------------- | --------------------------- |
| Asia-Pacifico   | Cash Cab Asia'               | Oli Pettigrew                                               | AXN Asia          | 18 ottobre 2011             |
| Mondo arabo     | كاش تاكسي' Cash Taxi         | Hisham Abdel Rahman                                         | MBC 1             | 2008                        |
| Australia       | Cash Cab                     | Charlie Pickering James Kerley                              | Channel V         | 29 ottobre 2007             |
| Austria         | Quiz taxi                    | Max Schmiedl                                                | Puls 4            | 16 ottobre 2011             |
| Austria         | Quiz Taxi eXtreme            | Max Schmiedl                                                | Puls 4            | 23 ottobre 2011             |
| Belgio          | Taxi Vanoudenhoven           | Rob Vanoudenhoven                                           | Één               | 10 luglio 2012              |
| Brasile         | Taxi do Milão                | Supla                                                       | Rede TV!          | 2010                        |
| Canada          | Cash Cab                     | (EN) Adam Growe                                             | Discovery Channel | 10 settembre 2008           |
| Canada          | Taxi payant                  | (FR) Alexandre Barrette                                     | V (Québec)        | 3 settembre 2009            |
| Cile            |                              |                                                             | Mega              | 2012                        |
| Cina            | 嗨！幸运的 Hi! Lucky Taxi    | Bin Yang (宾洋) A Zhi (阿智)                                | CETV              | 24 aprile 2006              |
| Colombia        |                              |                                                             | CityTV            |                             |
| Rep. Ceca       | Taxík                        | Aleš Háma Tomáš Matonoha Monika Absolonová                  | Česká televize    |                             |
| Francia         | Taxi Cash                    | Alexandre Devoise                                           | W9                | 23 ottobre 2010             |
| Danimarca       | Taxaquizzen                  | Sigurd Kongshøj Larsen                                      | TV2               | 29 settembre 2011           |
| Germania        | Quiz Taxi                    | Thomas Hackenberg                                           | Kabel 1           | 18 aprile 2006              |
| Grecia          | Taxi Girl                    | Vicki Stavropoulos                                          | Mega TV           | 2008                        |
| Ungheria        |                              |                                                             | Viasat 3          |                             |
| India           | Airtel Cash Cab              | Munish Mukhija                                              | UTV Bindass       | 2007                        |
| Indonesia       | Taxi Selebritis              | Ulfa Dwiyanti                                               | antv              |                             |
| Italia          | Cash Taxi                    | Marco Berry                                                 | Sky Uno Cielo LA7 | 2009; 7 luglio 2012         |
| Israele         | מונית הכסף Monit Hakesef     | Ido Rozenblum                                               | Channel 2 Keshet  | 19 maggio 2007              |
| Giappone        | キャッシュキャブ Kyassukyabu | Toshihiro Ito                                               | Fuji TV           | marzo 2008                  |
| Kazakistan      | Такси Taxi                   | Murat Ospanov                                               | NTK               | 2009                        |
| Lituania        | Pinigų taksi                 | Karina Krysko                                               | LNK               | 30 giugno 2008              |
| Malaysia        | Teksi Tunai                  | Bob Lokman                                                  | Astro Prima       | 2008                        |
| Messico         | Taxi Cash                    | Andrés Bustamante                                           | Televisa          | 28 gennaio 2008             |
| Paesi Bassi     | Cash Cab                     | Kurt Rogiers Edo Brunner                                    | BNN               | 2006                        |
| Perù            | Gana Taxi                    | Carlos Vílchez                                              | Frecuencia Latina | 2011                        |
| Polonia         |                              |                                                             | TV4               |                             |
| Russia          | Такси Taxi                   | Alex Kulichkov Eugene Rybov                                 | TNT               | 20 dicembre 2005            |
| Serbia          | Кеш такси Keš taksi          | Ivan Ivanović                                               | Fox televizija    |                             |
| Slovacchia      | Taxík                        | Peter Kočiš                                                 | Jednotka          | 2012                        |
| Spagna          | Taxi                         | Joan Domínguez (Madrid)                                     | Telemadrid        | 2009                        |
| Spagna          | ¡Taxi!                       | Manolo Sarria (Andalusia)                                   | Canal Sur 2       | 18 gennaio 2010             |
| Svezia          |                              | Fredrik Belfrage                                            | Discovery Channel |                             |
| Taiwan          | 黃金計程車 Gold Taxi         | David Chao (趙正平), Vincent Liang (梁赫群), Gui Gui (鬼鬼) | ECT               | 22 aprile 2009              |
| Ucraina         | Таксi Taxi                   | Gregory Herman                                              | 1+1               | 2006-2008                   |
| Regno Unito     | Cash Cab                     | John Moody                                                  | ITV               | 13 giugno 2005              |
| Stati Uniti     | Cash Cab                     | Ben Bailey                                                  | Discovery Channel | 5 dicembre 2005 - in onda   |
| Stati Uniti     | Cash Cab: After Dark         | Ben Bailey                                                  | Discovery Channel | 9 agosto - 21 dicembre 2007 |
| Stati Uniti     | Cash Cab: Chicago            | Beth Melewski                                               | Discovery Channel | 14 febbraio 2011 - in onda  |